# 山本重成
山本 重成（やまもと しげなり）は、戦国時代から江戸時代初期の武将。

## 生涯
永禄12年（1569年）小姓として徳川家康に出仕。三方ヶ原の戦いに従軍。長篠の戦いにも従軍し、長篠合戦図に徳川家康の前に描かれている。小牧・長久手の戦いでは使番として出陣して武功を立て、以後も使番として転戦する。天正18年（1590年）下総葛飾郡に500石。慶長3年（1598年）豊臣秀吉の死去に際して、宮城豊盛とともに渡海して朝鮮からの撤兵指示を諸将に伝達した。慶長5年（1600年）関ヶ原の戦いでの武功により近江国内に500石を加増。2度の大坂の陣にはいずれも従軍し、また冬の陣の後に大坂城の石垣を破却する際はその警固役を務めた。戦後は上野八幡山に1000石を加増されて合計2000石の旗本となった。